# Битосси, Ренато
Ренато Битосси (итал. Renato Bitossi; 31 марта 1899, Флоренция — 5 октября 1969, Рим) — деятель итальянского и международного рабочего движения, итальянский политический и профсоюзный деятель, антифашист, сенатор Италии.

## Биография
По профессии металлист. Вступил в Итальянскую федерацию металлургов (FIOM). В 1917 году был призван в армию, в 1919 году демобилизован и вернулся на завод, был избран в местный исполнительный орган профсоюза.
С 1919 года — член Итальянской социалистической партии. После создания в 1921 году компартии, вступил в ряды Итальянской коммунистической партии. Был руководителем флорентийского отделения ИКП.
Активный антифашист. После столкновений с фашистами, получил серьёзные ранения и вынужден был покинуть страну и поселиться в Лионе. Занимался организацией политической деятельности среди других итальянских иммигрантов, был соорганизатором конференции ИКП в городе в 1926 году. В 1927 году тайно переехал в Милан, чтобы работать в руководящих структурах партии, но был арестован и заключен в тюрьму до 1932 года.
В 1927—1943 по приговору фашистского трибунала находился в тюрьмах и ссылке. В 1943—1945 годах участник Второй Мировой войны, принимал активное участие в борьбе за освобождение Италии от гитлеровских оккупантов.
С 1946 года — член ЦК компартии Италии и член руководства Всеобщей итальянской конфедерации труда.
В 1946—1947 годах избирался депутатом Учредительного собрания Италии, с 1948 года — сенатор. В 1945—1946 и 1957—1960 годах — секретарь палаты труда Флоренции, в 1947—1957 годах — секретарь Всеобщей итальянской конфедерации труда (ВИКТ), с 1960 года — директор Национального института социальной помощи ВИКТ и член руководящего совета ВИКТ.
На 5-м Всемирном конгрессе профсоюзов (Москва, декабрь 1961) был избран председателем Всемирной федерации профсоюзов, переизбран на 6-м Всемирном конгрессе профсоюзов (Варшава, октябрь 1965).